# Pimpinone oder Die ungleiche Heirat
Pimpinone oder die ungleiche Heirat (Intermezzo giocoso für Sopran und Bass bzw. Bariton in drei Akten) ist ein musikalisches Lustspiel von Georg Philipp Telemann und im Telemann-Vokalwerke-Verzeichnis als TVWV 21:15 eingeordnet. Das Libretto schrieb Johann Philipp Praetorius.

## Entstehung
Die originale Konzeption als lustiges Zwischenspiel für die Händel-Oper Tamerlano bestand aus ins Deutsche übersetzten Rezitativen des „intermezzo comico musicale“ Pimpinone von Tomaso Albinoni und Pietro Pariati aus dem Jahre 1708. Die Arien- und Duetttexte wurden im italienischen Wortlaut übernommen, um den Stellenwert des Italienischen als Sprache der Oper zu wahren, und zwei deutsche Duette sowie zwei neue italienische Arien hinzugefügt. Das hieraus resultierende Libretto wurde von Telemann vollständig neu komponiert. Bei heutigen Aufführungen werden jedoch meist auch die Arien ins Deutsche übersetzt, um dem Stück zusätzliche Komik zu verleihen.
Am 27. September 1725 fand die Uraufführung von Pimpinone zusammen mit Tamerlano am Theater des Hamburger Gänsemarkts statt. Das Publikum war begeistert, das Werk wurde Telemanns größter Bühnenerfolg. Zwei Jahre später verfassten Praetorius und Telemann eine Fortsetzung unter dem Titel Die Amours der Vespetta oder der Galan in der Kiste (TWV 21:22). Die Musik hierzu ist verschollen.
Im 19. Jahrhundert verschwand Pimpinone von den Bühnen und geriet in Vergessenheit, um erst im Zuge der Telemann-Renaissance des 20. Jahrhunderts wiederentdeckt zu werden.

## Inhalt des Stücks
Vespetta, hübsch, intelligent, aber aus ärmlichen Verhältnissen stammend, verdient sich ihr Geld als Kammermädchen und sieht in der Heirat mit Pimpinone, einem alten, jedoch wohlhabenden Bürger, endlich eine Möglichkeit, sich finanziell zu verbessern. Mit ihrer Schönheit und der Zusicherung, sich gewissenhaft um den Haushalt zu kümmern, gelingt es ihr schon bald, den einsamen Pimpinone zu betören. Dieser versucht sie zwar auf die Probe zu stellen, doch gelingt es ihr, sämtliche Zweifel zu beseitigen. Pimpinone hält um ihre Hand an und setzt eine Brautausstattung von 10.000 Talern aus. Nach der Heirat zeigt Vespetta jedoch ihr wahres Gesicht. Sie ist launisch, geht häufig aus und ist so gar nicht bereit, ihren Pflichten als treusorgende Ehefrau nachzukommen. Sie begründet dies damit, dass das Dienstverhältnis durch die Ehe erloschen ist und ihr nun alle Freiheiten zustehen. Pimpinone, inzwischen die Heirat bereuend, sind die Hände gebunden, da die emanzipierte Vespetta ihm droht, dass er, wenn er nicht ihre Launen dulde, ihre Mitgift auszuzahlen habe.
1. Intermezzo
- Arie: Wer will mich? Bin Kammermädchen
- Rezitativ: Ich suche zwar ein Glück
- Arie: Höflich reden, lieblich singen
- Rezitativ: Doch was kann dieses wohl für Lust erwecken?
- Arie: Wie sie mich ganz verwirren kann
- Rezitativ: Was aber denkt ihr nun zu tun
- Duett: Mein Herz erfreut sich in der Brust

2. Intermezzo
- Rezitativ: Vespetta, willst du von mir gehen?
- Andante & Arioso: Hab’ ich in dem Dienste
- Rezitativ: Schweig, schweig, du hast ja alles recht gemacht
- Arie: Sieh doch nur das Feuer
- Rezitativ: Er schweige nur!
- Arie: Ich bin nicht hässlich geboren
- Rezitativ: So geht es gut!
- Arie & Duett: Reich die Hand mir, o welche Freude!

3. Intermezzo
- Rezitativ: Ich will dahin, wohin es mir beliebet, gehn
- Arie: Ich weiß, wie man redet
- Rezitativ: Für dieses Mal sei ihr der Ausgang unbenommen
- Arie: Wie die andern will ich’s machen
- Rezitativ: Wie aber, wenn ich’s auch so machen wollte?
- Arie & Duett: Wilde Hummel, böser Engel!
- Rezitativ: Du eigensinn’ger Esel, schau!
- Arie & Duett: Schweig hinkünftig, alb’rer Tropf!

Die Geschichte um den alten reichen Mann, der von einer jungen Frau umgarnt und am Ende hereingelegt wird, gehört zu den am meisten bearbeiteten Stoffen für die Bühne. Varianten des Themas sind zum Beispiel Pergolesis La serva padrona, Donizettis Don Pasquale und Richard Strauss’ Die schweigsame Frau. Telemann dürfte beim Verfassen des Stücks jedoch auch private Hintergedanken gehabt haben, denn es ist bekannt, dass er sich selbst häufig mit seiner Frau stritt, die ein Verhältnis mit einem schwedischen Offizier hatte.